# Palazuelos de Eresma
Palazuelos de Eresma è un comune spagnolo di 1 727 abitanti situato nella comunità autonoma di Castiglia e León.

Il 25 novembre 1999 parte del territorio comunale andò a costituire il nuovo comune di San Cristóbal de Segovia.